# Czytelnia Niedzielna
Czytelnia Niedzielna – tygodnik katolicko-patriotyczny ukazujący się w latach 1856–1864 w Warszawie w Drukarni Józefa Ungera.
Redaktorami tygodnika byli Aleksandra Petrowowa (w latach 1856–1864) i Agaton Giller (od listopada 1861 do wiosny 1862). Tygodnik zawierał przypowieści moralne, żywoty świętych, pieśni i modlitwy związane ze świętami katolickimi.